# Разбойна (рид)
Вижте пояснителната страница за други значения на Разбойна.
Разбойна е висок планински рид, дял от Котленска планина на Източна Стара планина, в Област Сливен.
Планинският рид Разбойна се издига в западната част на Котленска планина между Котленска река (Котелшница, на изток) и десните ѝ притоци Сухойка (на север) и Нейковска река (на юг). На северозапад чрез висока седловина се свързва с Котленска планина. Рида е най-високата част на Котленска планина, като в средата му се издига едноименния връх Разбойна (1128 м). Дължината му от северозапад на югоизток е 18 – 20 км, а ширината – до 7 км.
Рида представлява моноклинален гребен, изграден от юрски и кредни варовити мергели. Билото му е тясно, със стръмни склонове, обрасли с букови и дъбови гори. Силно развите карстови форми – пещери, понори, пропасти и карстови извори.
На североизточния му склон е разположен град Котел, а по южните му склонове – селата Жеравна, Нейково и Катунище.
По източното подножие на рида, от Котел до Градец на протежение от 13,9 км, преминава участък от второкласен път № 48 Омуртаг – Котел – Мокрен.

## Топографска карта
- Лист от карта K-35-41. Мащаб: 1 : 100 000.
- Лист от карта K-35-42. Мащаб: 1 : 100 000.